# Église Saint-Sauveur de Maurepas
L’église Notre-Dame est un édifice religieux qui se trouve dans la commune française de Maurepas, dans les Yvelines.

## Historique
Une première chapelle seigneuriale, en bois, est édifiée à cet endroit au IXe siècle.
Dans les années 1970, l'accroissement de la population de la ville rendit cette église trop exiguë et motiva la construction de l'église Notre-Dame.

## Description
Les fonts baptismaux datent du XVIe siècle.

## Mobilier
En 1659, Marie de Rohan fit don à l'église de deux cloches , dont l'une fut fondue pendant la Révolution. La seconde, appelée Marie, dut être décrochée en 2010 car la charpente qui la soutenait se fendit.